# Sabeth Buchmann
Sabeth Buchmann (* 1962) ist eine deutsche Kunsthistorikerin, -kritikerin und Hochschullehrerin.

## Berufliche Tätigkeit
Seit 1997 kommt sie Lehraufträgen, Assistenzen, Gast- und Vertretungsprofessuren an verschiedenen Akademien und Universitäten nach. Sie ist seit März 2004 Professorin für Kunstgeschichte der Moderne und Nachmoderne an der Akademie der bildenden Künste Wien und seit 2005 Vorstand des Instituts für Kunst- und Kulturwissenschaften. Gemeinsam mit Helmut Draxler und Stephan Geene führte sie von 2004 bis 2006 das Forschungsprojekt zu „Avantgarde, Film und Biopolitik“ an der Jan van Eyck Academie durch.
Sabeth Buchmann veröffentlicht regelmäßig in Aufsatzbänden, Ausstellungskatalogen und Kunstzeitschriften. Sie ist Beiratsmitglied der Zeitschrift Texte zur Kunst und an der Reihe „PoLYpeN“, eine Buchreihe zu Kunstkritik und politischer Theorie im Verlag b books.

## Schriften (Auswahl)
- Denken gegen das Denken. Produktion – Technologie – Subjektivität bei Sol LeWitt, Hélio Oiticica und Yvonne Rainer. b_books, Berlin 2007, ISBN 978-3-933557-60-5.
- Hg. m. Alexander Alberro: „Art After Conceptual Art“ (Generali Foundation Collection Series), Cambridge, Mass./ Köln 2006
- Avantgarde, Film und Biopolitik, Hg. mit Helmut Draxler und Stephan Geene, Wien 2006.
- Hg. mit Alexander Mayer, Karolin Meunier, Stefan Moos et al.: „Wenn sonst nichts klappt: Wiederholung wiederholen in Kunst, Popkultur, Film, Musik, Alltag, Theorie und Praxis“, Berlin/Hamburg 2005.
- Vienna Zocalo – Critical Crafting as a postcolonial strategy p165 Khadija Carroll La, Lisbeth Freiß, Elke Gaugele, Sabina Muriale and Ruby Sircar "Moderne und Nachmoderne an der Akademie der bildenden Künste Wien. Hg. mit Helmut Draxler, Clemens Krümmel